# Sung Kyung-hwa
Sung Kyung-hwa, född den 20 juli 1965, är en sydkoreansk handbollsspelare.
Hon ingick i det sydkoreanska lag som tog OS-guld i damernas turnering i samband med de olympiska handbollstävlingarna 1984 i Los Angeles.
Hon ingick även i det sydkoreanska lag som tog OS-guld i damernas turnering i samband med de olympiska handbollstävlingarna 1988 i Seoul.